# Sittersdorf
Sittersdorf (slovinsky  Žitara vas) je dvojjazyčná obec v rakouské spolkové zemi Korutany, jihovýchodně od Klagenfurtu, v okresu Völkermarkt. V obci bydlí asi 2100 obyvatel (rok 2016).

## Geografie

### Poloha obce

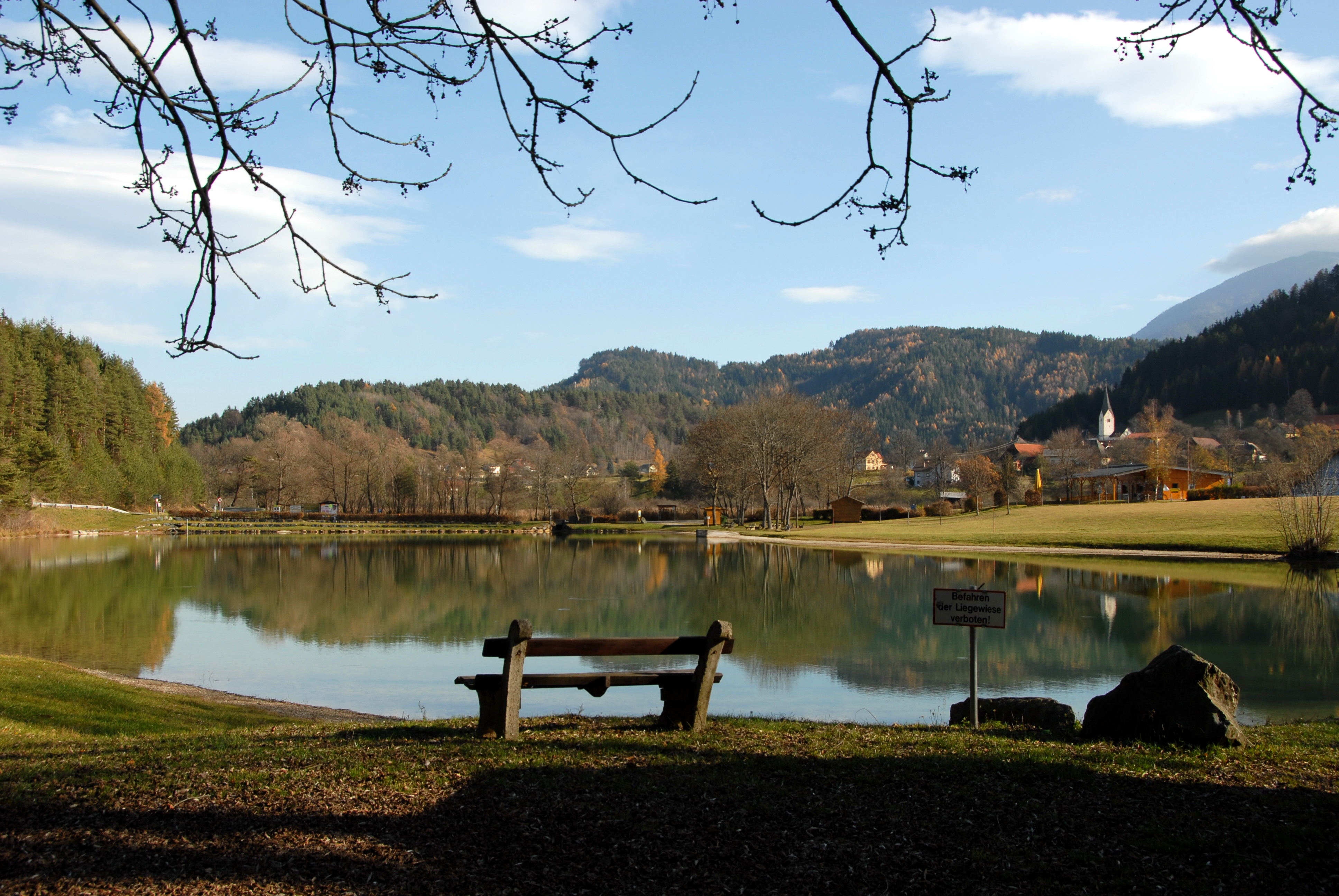
jezero Sonnegger See

Obec Sittersdorf se nachází na jižním okraji údolí Jauntal (údolí řeky Drávy) a na severním úpatí pohoří Karavanky. Hlavní část obce Sittersdorf leží vzdušnou čarou asi deset kilometrů od hranice Rakouska se Slovinskem. Územím obce protéká řeka Vellach a potok Suchabach. Největší stojatými vodami je jezero Gösselsdorfer See a uměle vytvořené jezero Sonnegger See.

### Části obce
Obec je tvořena šesti katastrálními územími:
Goritschach (Goriče), Altendorf (Stara vas), Sonnegg (Ženek), Sittersdorf (Žitara vas), Rückersdorf (Rikarja vas) a Proboi (Proboj).
Obec se skládá z následujících 27 částí (v závorce používané slovinské varianty) (počet obyvatel k říjnu 2011):
| - Altendorf (Stara vas) (86) - Blasnitzenberg (Plaznica) (16) - Dullach (Dule) (15) - Goritschach (Goriče) (189) - Hart (Dobrava) (20) - Homelitschach (Homeliše) (5) - Jerischach (Jeriše) (65) - Kleinzapfen (Malpače) (67) - Kristendorf (Kršna vas) (46) | - Miklauzhof (Miklavčevo) (73) - Müllnern (Mlinče) (133) - Obernarrach (Zgornje Vinare) (85) - Pfannsdorf (Banja vas) (100) - Pogerschitzen (Pogrče) (27) - Polena (Polane) (40) - Proboi (Proboj) (123) - Rain (Breg) (29) - Rückersdorf (Rikarja vas) (158) | - Sagerberg (Zagorje) (45) - Sielach (Sele) (190) - Sittersdorf (Žitara vas) (157) - Sonnegg (Ženek) (37) - Tichoja (Tihoja) (35) - Weinberg (Vinogradi) (304) - Wigasnitz (Vijasce) (9) - Winkel (13) - Wrießnitz (Breznica) (7) |

### Sousední obce
| Růžice kompasu | Sankt Kanzian am Klopeiner See | Eberndorf   | Eberndorf  | Růžice kompasu |
| Růžice kompasu | Gallizien                      | Sever       | Globasnitz | Růžice kompasu |
| Růžice kompasu | Gallizien                      | Sittersdorf | Globasnitz | Růžice kompasu |
| Růžice kompasu | Gallizien                      | Jih         | Globasnitz | Růžice kompasu |
| Růžice kompasu | Eisenkappel-Vellach            |             |            | Růžice kompasu |

## Historie
Kostel sv. Heleny v Sittersdorfu je poprvé doložen k roku 1154. Ve 13. století hrad Sonnegg (prvně doložen v roce 1267), postavený hrabětem z Heunburgu sloužil ve středověku jako vévodský obvodní soud pro údolí Jauntal. Erb pánů z Sonneggu, křídla orla, se dodnes nachází v městském znaku. Pánové ze Sonnegu vlastnili hrad do 16. století, pak jej vlastnila a rozšířila rodina Ungnadova. Budova nakonec přešla v roce 1639 do držení šlechtického rodu Orsini-Rosenberg.
O druhém hradu, nacházejícím se v obci Sittersdorf na kopci Gradiše, jižně od St. Philippi, se nepodařilo téměř nic zjistit. Nicméně existuje zpráva od Stephana Singera z roku 1938, ze které vyplývá, že pozůstatky hradebních zdí jsou k dispozici. Předpokládá se, že to byl hrad "Juno" nebo "Kristendorf".
Od brzkého novověku byl Sittersdorf známý pro svou vinařskou kulturu, sittersdorferské víno se objevilo i na dvoře španělského krále Karla III. Na radu rakouského velvyslance ve Španělsku princ Franze z Rosenbergu vyzkoušel na žaludeční a zažívací problémy červené sittersdorferské "zdravé víno". Jeho charakter určen podzimním přemrznutím, královi dodávali do Madridu dva "Lagl" asi přes Terst a Madrid. Pěstování sittersdorfského "červeného", i když vyráběné v menší míře, se zachovalo až do dnešních dnů.
Obec Sittersdorf, která byla založena v roce 1850, byla včleněna v roce 1865 do obce Eberndorfu, ale opět se osamostatnila o šest let později. V roce 1944 obec přibrala katastrální území Rückersdorf (stalo se částí obce) a Proboi a obec byla rozšířena v roce 1973 o část městyse Eisenkappel-Vellach
Stará základní škola byla zbourána a nahrazena novou. Bylo zřízeno také sociální bydlení a dvojjazyčná školka.

## Obyvatelstvo
Podle statistiky z roku 2001 měl Sittersdorf celkem 2 127 obyvatel, z nichž 98,1 % byli občané Rakouska. Celkem 19,8 % obyvatel jsou korutanští Slovinci.
Celkem 93,2 % populace se hlásí k římským katolíkům, k evangelíkům 1,1  a bez vyznání je 3,7 %.

### Kultura a pamětihodnosti
- Acoustic Lakeside Festival na jezeře Sonnegger See
- farní kostel Sv. Heleny v Sittersdorfu
- zřícenina hradu Sonnegg
- zámek Sonnegg
- Landjugend Sittersdorf
- Květinově prožitkový park Sonnegger See
- Slovinský kulturní klub SPD Trta
- mužský pěvecký sbor MGV Sittersdorf
- sportovní klub SVS Sittersdorf
- sportovní klub SF Rückersdorf

## Politika

### Obecní rada
Obecní rada má 19 členů a je strukturována po komunálních volbách v roce 2015 takto:
- Sociálnědemokratická strana Rakouska - 9
- AFS - 5
- WUTTE - 5

Starostou je Jakob Strauß .

## Známé osobnosti
- Friedrich Seifriz, rakouský politik, žil v Miklasdorfu